# ItsOkToCry
ItsOkToCry (stilizzato ITSOKTOCRY), pseudonimo di Austin Shoemake (Denver, 7 ottobre 1994), è un rapper e cantautore statunitense.
Descritta come "elettronica dark", la musica di ItsOkToCry è un ibrido tra rock e rap. È noto per la sua versatilità che lo porta ad unire diversi stili musicali per creare uno stile unico e per aver fatto parte del gruppo Gothboiclique, collaborando con Lil Peep, Yunggoth e Jimmy V.
Itsoktocry ha collaborato con una grande varietà di artisti come Lil Peep, ZillaKami, Nick Prosper, Flexinfab, Shinigami, Coldsiemens, Cashrina, Vanity Vercetti, Cybersuicide, 909Memphis, Bbygoyard, Yunggoth e molti altri.
La sua notorietà è dovuta anche alla pubblicazione del brano Viagra, con 909Memphis, per il seguito virale che lo ha portato a raggiungere la prima posizione della Top 50 statunitense dei brani virali secondo Spotify.

## Biografia
Larry nacque il 7 ottobre 1994 a Denver, in Colorado. Viene cresciuto in una famiglia rigorosamente cattolica. Ha una sorellastra. In un'intervista ha affermato di non voler condividere il suo cognome.
Ha frequentato la Mile High School, anche se non ha mai portato a termine gli studi. Prima di dedicarsi alla musica, Larry lavorava come cameriere e barista, anche se ciò lo portava ad avere poco tempo per i suoi spazi creativi. In adolescenza ha passato un forte periodo di depressione e di scarsa autostima a causa del suo aspetto fisico, dello strabismo e per l'ambliopia. Ciò lo portò ad alcune tendenze suicide verso l'inizio della sua carriera musicale. Durante questo periodo, Larry si trasferì a Los Angeles, poi in seguito a New York, in Texas e in altre località, anche se ha affermato di voler sempre rimanere nella sua città natale.
Il suo primo tatuaggio faciale fu un piccolo cuore rosso sotto l'occhio destro. Il suo tatuaggio preferito "27" è ispirato a 27club, collettivo di ItsOkToCry nonché fonte d'ispirazione per la musica come riferimento all'età che avevano artisti quali Janis Joplin, Kurt Cobain e altri, al momento della loro morte.
Attualmente vive a Englewood, in Colorado.
Ha dichiarato di essere autistico e bipolare.

## Carriera

### Gli inizi (2013-2016)

#### I primi extended play
La prima fonte d'ispirazione di Larry riguardo al mondo della musica fu la sua sorellastra, che lo incoraggiò nel suo primo periodo di attività facendogli ascoltare brani dei Rooney, Green Day, Blink-182 e altri.
Nel 2013, Larry comincia la sua attività musicale come disc jockey di una band metal utilizzando lo pseudonimo $teez (successivamente modificato in LarryOG).
Nello stesso anno, Larry decide di registrare da solista sulla piattaforma SoundCloud, con lo pseudonimo Reallyshyraikage.
Il 18 maggio 2015, il rapper pubblica il primo extended play intitolato Lavender, con lo pseudonimo DeadOctober (stilizzato DEADOCTOBER). Successivamente sono stati eliminati e andati perduti quasi tutti i brani dell'album tranne Chicken&Waffles, Shawdy SoLo e OMG Facts.
Il 1º luglio, DeadOctober pubblica l'EP Deathwish, di cui si conosce il nome di una sola traccia, #sorryishitonyou (poi ripubblicato nell'EP successivo).
Il 21 settembre, Larry rivela la prima bozza del suo successivo EP 8-Bit Shawdy su Twitter. Il 23 settembre 2015, Larry pubblica il terzo EP 8-Bit Shawdy, contenente 6 tracce che sono andate perdute con la cancellazione da parte dello stesso artista.

#### I Funeralparty, i Dio Collective e gli Schemaposse
Nel 2015, Larry e il rapper Daruko (precedentemente noto come Ghost) creano il duo Funeralparty, pubblicando nel luglio dello stesso anno il primo EP Open Casket. Durante la sua attività nel duo, Larry utilizza lo pseudonimo DeadShawdy (stilizzato DEADSHAWDY). Successivamente, Larry e Daruko continuarono a pubblicare vari EP senza ricevere particolare notorietà.
Nell'agosto 2015, mentre il duo ha pubblicato la maggior parte degli EP, Larry decide di adottare ItsOkToCry come nome d'arte. Il suo nome d'arte deriva da una citazione del tatuaggio che tiene sul polso.
Nel 2015, Larry si associa al gruppo underground Dio Collective gestito dal rapper Joules. Il gruppo pubblicherà un solo album intitolato Godz. Tutti i brani dei Funeralparty sono stati successivamente cancellati e molti brani sono andati perduti.
Il 12 marzo 2016, il rapper Lil Peep pubblica il brano Lets Get It, in collaborazione con ItsOkToCry. Tre giorni dopo, Jgrxxn, rapper nonché fondatore degli Schemaposse, annuncia il recente ingresso di ItsOkToCry, Yunggoth e Jimmy V nel collettivo. A parte Lets Get It, i tre non produrranno alcuna canzone per il collettivo, il quale si scioglierà l'11 gennaio 2017.

### Il primo atto e la notorietà underground (2016-2017)

#### Blue Citrus [ Scene 1 ]e i Whokilledjuliet?
Il 9 aprile 2016, ItsOkToCry rivela la tracklist del suo nuovo EP Blue Citrus [Scene 1] (precedentemente noto come Blue Citrus [Disk 1]). Il giorno dopo pubblica un'altra foto della tracklist, con apportate delle leggere modifiche. Il 26 aprile rivela l'ultima bozza della tracklist dell'album.
Il 18 giugno, ItsOkToCry pubblica ufficialmente Blue Citrus [Scene 1] (prima parte del primo atto), con tracklist alternativa. A differenza degli album precedenti, l'EP contiene tracce di vario genere come cloud rap e altre con un tema più oscuro e deprimente. L'EP ha ricevuto un totale di tre bozze, molto diverse alla versione definitiva pubblicata il 18 giugno. Il brano Leanlust, pubblicato il 4 aprile, era stato inserito in Itsoktocry Act.1 e prevedeva una collaborazione col rapper Weiland. In seguito l'EP fu interamente cancellato e il brano fu inserito nel nuovo EP. La copertina del brano fa riferimento alla serie animata South Park di Comedy Central.
Il 25 giugno 2016, ItsOkToCry rivela la data d'uscita di un EP associato ai Whokilledjuliet?, intitolato Love Kills All. Il 20 luglio 2016, ItsOkToCry e il suo collettivo Whokilledjuliet? pubblicano il primo ed unico EP intitolato Love Kills All [ Side A ].
Il 6 agosto 2016, il canale YouTube "デーモンAstari" ha pubblicato il video musicale di FlameCube64, in collaborazione con Nick Prosper. Il brano è un omaggio alla nota console Nintendo GameCube del 2002. Il brano Murder Me Slowly, primo ed unico estratto dall'album, è stato uno dei primi brani di ItsOkToCry a ricevere notorietà e buone recensioni da parte del pubblico. Il video musicale del brano è stato pubblicato il 23 agosto 2016 su YouTube e ha raggiunto più di 7 milioni di visualizzazioni nell'agosto 2019. Il brano è stato inserito anche come traccia bonus nell'edizione in vinile dell'album di debutto Poshboy del 2019.

#### Slayerre la riedizioneSlayerr [ Scene 2 ]
Il 9 settembre 2016, Larry pubblica l'EP Slayerr, contenente 7 tracce trascritte in giapponese. L'11 novembre 2016 viene estratto il primo ed unico singolo dell'album intitolato Ego Death. Il 26 febbraio 2017 è stato pubblicato il video musicale del brano su YouTube. Il brano è stato inserito anche come seconda traccia bonus nell'edizione in vinile di Poshboy.
Il 17 dicembre 2016, il rapper pubblica la riedizione dell'album intitolata Slayerr [ Scene 2 ]. L'album è considerato come una combinazione di heavy metal, R&B, elettronica e altri generi, abbandonando lo stile classico degli album precedenti.

#### Kamikaze Romance [ Scene 3 ]
Il 10 aprile 2017, Larry pubblica Kamikaze Romance [ Scene 3 ]. Prodotto da Othasyde, Boy Floss, Lord Sinz e altri, l'artista racconta l'amore e le relazioni con le persone che lo circondano con una "voce fortemente cambiata". Il suono di Kamikaze Romance [ Scene 3 ] viene descritto in modo similmente a quello del suo predecessore Slayerr [ Scene 2 ].  Il 16 marzo pubblica il brano Vampire Diaries, in collaborazione con Velvetears e Fats’e, il quale fu successivamente inserito nell'EP. Secondo quanto affermato dal rapper, l'EP doveva contenere il brano Whokilledjuliet. Tuttavia, il brano non fu inserito nella tracklist ufficiale.

#### Beautiful Bloodsuckerr [ Scene 4 ]
Il 12 gennaio 2017, Larry pubblica il brano WeWearPinkOnWednesdays, come primo estratto dell'EP Beautiful Bloodsuckerr [ Scene 4 ].
Pubblicato il 15 maggio per promuovere l'arrivo imminente dell'EP, il brano I’ve Seen Satan, He Has Dreadlocks ha ricevuto un video musicale pubblicato il 21 settembre dello stesso anno su YouTube. Il brano, contenente un campione della sigla di Dora l'esploratrice, è un misto tra metal e rap e parla della poca fedeltà che le persone hanno nei confronti di Larry.
Il 22 maggio, Nick Prosper pubblica il brano Midnight Luv in collaborazione con Larry. Il 10 giugno dello stesso anno viene pubblicato il video musicale del brano e Larry decide di inserirlo come secondo estratto del suo imminente album.
Non molto tempo dopo l'uscita di Kamikaze Romance [ Scene 3 ], ItsOkToCry annuncia Beautiful Bloodsuckerr [ Scene 4 ], la quarta e ultima parte del primo atto. L'album è stato oggetto di più concetti, bozze e versioni prima della sua uscita finale con 9 tracce il 20 agosto 2017, oltre 4 mesi dopo l'uscita della precedente parte. L'album è considerato "uno dei progetti più sperimentali e abrasivi che il rapper abbia mai realizzato negli ultimi anni".
Il 4 ottobre, dopo l'uscita dell'album, il canale YouTube "ELEVATOR" pubblica il video musicale del quarto e ultimo estratto dell'album intitolato Earlybird.

### Altri EP e i primi album in studio (2018-in attività)

#### Pastelgore [Act 2. Scene 1]
Nel gennaio 2018, Larry annuncia l'EP The Color Lonely. Poco tempo dopo annuncia l'imminente arrivo di Pastel Gore, portando i fan a pensare ad una ridenominazione dell'album. Il 20 febbraio ha confermato la ridenominazione dell'album, mostrando la tracklist e rivelando che sarebbe stata la prima parte del secondo atto. Dopo aver annunciato l'uscita dell'album su Twitter, Larry elimina il post a causa dello spostamento della data d'uscita. Il 28 febbraio, ItsOkToCry pubblica Pastelgore [Act 2. Scene 1], formato da 8 brani.

#### Charm School Reject: Side AePoshboy
Nell'ottobre 2018, ItsOkToCry firma per la Cleopatra Records.
Il 27 luglio 2018, pubblica il suo 18º EP da solista intitolato Charm School Reject : Side A. Con la pubblicazione dell'EP, ItsOkToCry pubblica l'unico singolo estratto Bi-Polar Freestyle. Il 24 gennaio 2019, Larry pubblica il singolo Jirachi su tutti i principali servizi di streaming. Il 6 marzo 2019, ItsOkToCry pubblica il brano Lil Lock Pick, insieme al relativo videoclip.
Durante l'estate 2019, ItsOkToCry e il rapper, nonché noto collaboratore, Superlove hanno fatto riferimento all'album. Nel marzo 2019, viene rivelato il nome dell'album ovvero Poshboy (stilizzato POSHBOY!).
Il 5 aprile 2019, ItsOkToCry pubblica l'album in studio Poshboy, formato da 11 brani tra cui gli ultimi tre singoli precedentemente pubblicati. L'album è stato commercializzato anche in formato CD e in vinile in edizione limitata, quest'ultimo con la presenza delle due tracce bonus Murder Me Slowly e Ego Death.

#### Destroy All Monsters!
Nell'agosto 2018, dopo aver fatto riferimento alla produzione di un nuovo album, ItsOkToCry ha mostrato lo snippet di un brano inedito in stile metal, chiamato Mockingbirds Bleed Black (stilizzato MOCKINGBIRDS BLEED BLACK). Successivamente mostrerà un altro snippet del brano.
Verso fine agosto 2019, ItsOkToCry rivela di aver finito le registrazioni dell'album. Il 17 settembre, il rapper rivela che il 7 ottobre (giorno del suo compleanno) avrebbe pubblicato qualcosa. Il 24 settembre 2019 viene svelato il nome del nuovo album: Destroy All Monsters! (stilizzato DESTROY ALL MONSTERS!). Il 29 settembre, ItsOkToCry conferma l'arrivo di nuove informazioni riguardo al suo nuovo album per il giorno del suo compleanno. Il 7 ottobre pubblica il singolo Vanessa with an F (precedentemente noto come Finesser) come primo estratto di Destroy All Monsters!.
Il 16 ottobre 2019, Amazon ha reso disponibile l'album per il preordine in formato CD, rivelando la copertina, la tracklist formata da 13 tracce e la data d'uscita ufficiali dell'album, quest'ultima fissata per il 13 dicembre 2019. Secondo Larry, l'album sarà il suo progetto più versatile, descrivendolo come "[L'album] che i fan vogliono, che io voglio, che tutti noi desideriamo". L'album prevede le collaborazioni di Jvles, Austin Skinner, Jayfam, Bby Goyard, Shinigami e Savage Ga$p.
Il 3 novembre, ItsOkToCry conferma ufficialmente la copertina e la data d'uscita dell'album tramite i suoi social media.
Il 15 novembre, Larry pubblica il singolo Dead Set Radio Future (stilizzato DEADSET RADIO FUTURE) come secondo estratto dal suo nuovo album, seguito da un video musicale girato da Adam Asdel, pubblicato il giorno dopo. Il 17 novembre rivela la tracklist ufficiale e i produttori.

### Poshboy 2
L'11 gennaio 2020, ItsOkToCry ha reso nota tramite i suoi social media di un ipotetico seguito di Blue Citrus [ Scene 1 ] del 2016.
L'11 aprile, il rapper ha pubblicato uno snippet del brano Get a clue. Il 1º maggio 2020, durante il music festival virtuale SPECTRUM ONLINE trasmesso su Discord, ItsOkToCry ha mostrato la versione demo di Get a clue in versione integrale, continuando successivamente a pubblicizzarla sui social, insieme ad altri brani provenienti dall'imminente sequel di Poshboy del 2019. Il 18 luglio, Larry ha rivelato che avrebbe pubblicato una nuova canzone per il 31 luglio dello stesso anno.
Il 20 luglio ha annunciato il titolo ufficiale del suo inedito album in studio Poshboy 2, rivelando successivamente di aver integrato Blue Citrus 2 nel'album.
Il 31 luglio è stato pubblicato ufficialmente il singolo Get a clue su tutte le piattaforme, accompagnato dal relativo video musicale sul canale Youtube デーモンAstari.
Nell'agosto 2020, oltre al remix del brano Viagra, ItsOkToCry ha rivelato di essere coinvolto nella creazione di una serie animata comica.
Il giorno dopo, la Cleopatra Records ha rivelato la copertina, la tracklist e la data d'uscita dell'album fissata per il 9 ottobre 2020, insieme alle collaborazioni dei rapper 93FeetOfSsmoke e Grandma e i formati CD e vinile che saranno pubblicati.

## Controversie
Durante il periodo del disturbo depressivo, ItsOkToCry cominciò ad attirare l'attenzione anche a causa del fatto che alcuni suoi fan gli inviavano dei video dove si procuravano dell'autolesionismo, con in sottofondo la sua musica. Ciò lo portò ad un cambiamento radicale dei suoi testi, per cambiare un messaggio che si stava diffondendo nel mondo. Secondo l'artista: "quelle sono davvero le uniche canzoni di cui mi pento. Vorrei tornare indietro e farle in modo leggermente diverso. Questi ragazzi mi guardano e non posso farcela. Devo esprimere i miei pensieri in un modo più produttivo in modo tale che non dia un cattivo esempio".
Nel 2016, Larry ha deciso di smettere con l'assunzione di pillole, cercando di convivere con i suoi disturbi quali ansia, depressione e bipolarismo.

## Discografia

### Album in studio
- 2019 – Poshboy
- 2019 – Destroy All Monsters!
- 2020 – Poshboy 2
- 2021 – Gwen Stacy 4Ever

### EP
- 2015 – Lavender
- 2015 – Open Casket (con i Funeralparty)
- 2015 – Godz (con i Dio Collective)
- 2015 – Tearz (con i FuneralParty)
- 2015 – BringYourFriends (con i Funeralparty)
- 2015 – Afterlife (con i Funeralparty)
- 2015 – Deathwish
- 2015 – Fucking Ugly (con i Funeralparty)
- 2015 – DeadShawtysOnly! (con i Funeralparty)
- 2015 – Apeshit (con i Funeralparty)
- 2015 – Dear Marceline (con i Funeralparty)
- 2015 – Retro Ice (con i Funeralparty)
- 2015 – Die! (con i Funeralparty)
- 2015 – BringYourFrenemies (con i Funeralparty)
- 2015 – Goodbye Cruel World (con i Funeralparty)
- 2015 – Wiccan Season (con i Funeralparty)
- 2015 – Ultra Rare Chest (con i Funeralparty)
- 2015 – 8-Bit Shawdy
- 2015 – 2Milligrams
- 2015 – Lost Souls
- 2015 – Blade Zero
- 2015 – Plug List
- 2015 – Mental Shawdy
- 2015 – Wiccan Season 2
- 2016 – XXX Unrated Sextape (con Jimmy V)
- 2016 – Dirty Talk
- 2016 – Dead Broke (con Lil Peep)
- 2016 – Itsoktocry Act.1
- 2016 – Blue Citrus [ Scene 1 ]
- 2016 – Love Kills All [ Side A ] (con i Whokilledjuliet?)
- 2016 – Slayerr
- 2016 – Slayerr [ Scene 2 ]
- 2017 – Kamikaze Romance [ Scene 3 ]
- 2017 – Beautiful Bloodsuckerr [ Scene 4 ]
- 2018 – Pastelgore [Act 2. Scene 1]
- 2018 – Charm School Reject : Side A

### Singoli
- 2017 – Earlybird
- 2017 – Eyes on M3
- 2017 – Evangelion (featuring Superlove)
- 2017 – Vampires Smoke Menthols
- 2018 – Bi-Polar Freestyle
- 2019 – Jirachi
- 2019 – Lil Lock Pick
- 2019 – Vanessa with an F (featuring Bby Goyard & Shinigami)
- 2019 – Dead Set Radio Future
- 2020 – Pumpkins Glow By Moonlight (con Savage Ga$p)
- 2020 – Get a clue
- 2021 – Running Away (con Lil Rozey)
- 2021 – Panic Attack (con Burgos)
- 2021 – Hellsing
- 2021 – Arson Radio (featuring Kamiyada+)
- 2021 – Crying in the Club (con Curtains e Demxntia)
- 2021 – Chimera
- 2021 – Acid Re-Flex (con Surf)